# CRマッピーパーク
CRマッピーパークとは2002年にサンセイアールアンドディから発売されたパチンコ台の名称。これはナムコから発売されたテレビゲームソフトであるマッピーとのタイアップにより実現した機種である。1983年に登場して人気を博した「マッピー」をはじめとしたキャラクターが3Dとなって登場し、リーチアクションなどでは液晶画面で多彩な演出を繰り広げている。この機種が開発されるに当たってナムコは、画像表示基盤や画像表示ソフトをサンセイアールアンドディに提供している。